# Ioan Alexandru Duca
Ioan Alexandru Duca (n. 16 octombrie 1816, București, Țara Românească – d. 4 decembrie 1889, București, România) a fost un politician și general român. A fost ministru al apărării naționale între 19 noiembrie 1868 și 13 iunie 1869.
De-a lungul activității militare și ministeriale a avut gradul de colonel, fiind avansat la gradul de general ulterior, în rezervă.